# Heliconius hecuba
Heliconius hecuba är en fjärilsart som beskrevs av William Chapman Hewitson 1857. Heliconius hecuba ingår i släktet Heliconius och familjen praktfjärilar. Inga underarter finns listade i Catalogue of Life.

## Bildgalleri

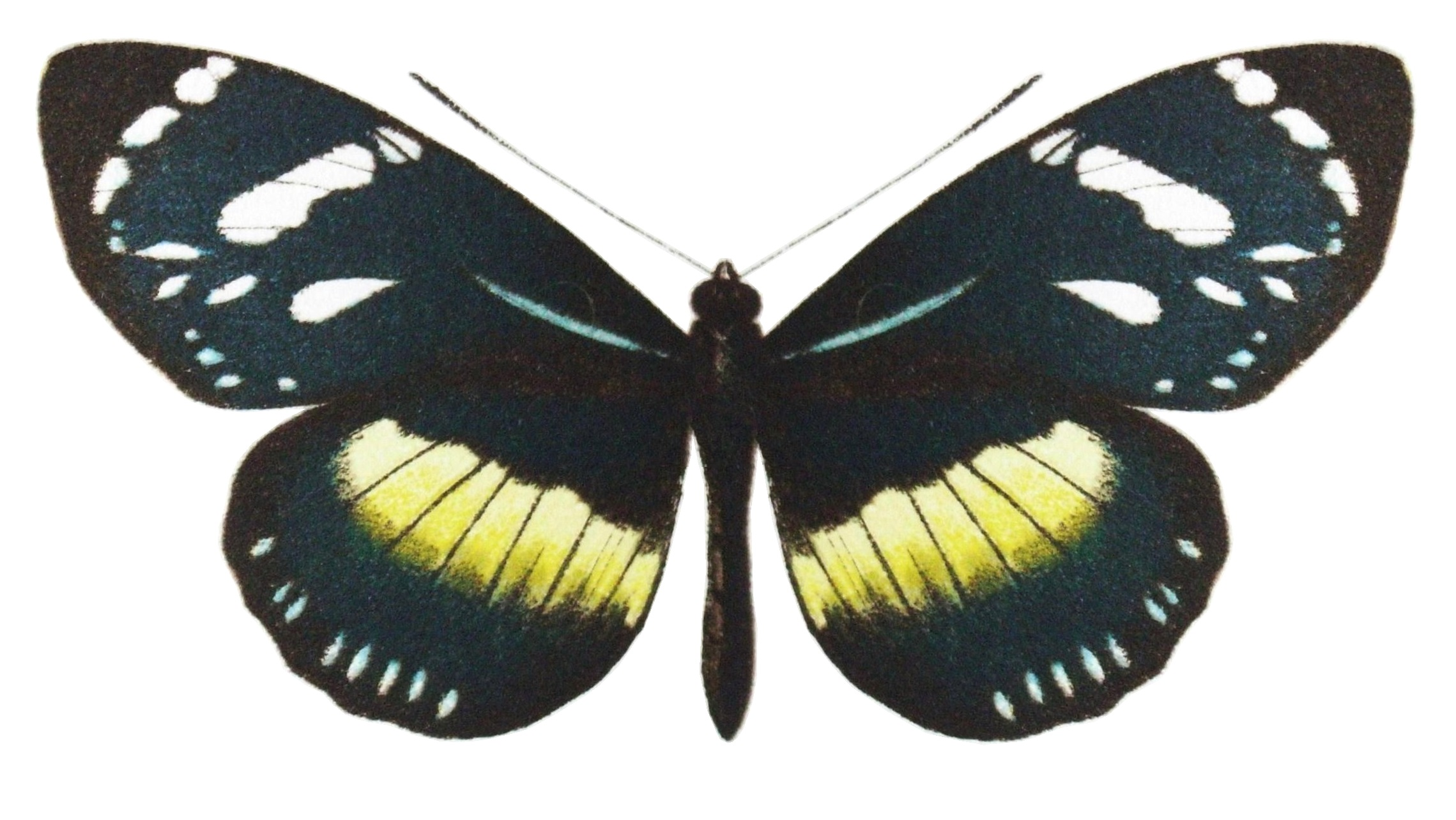
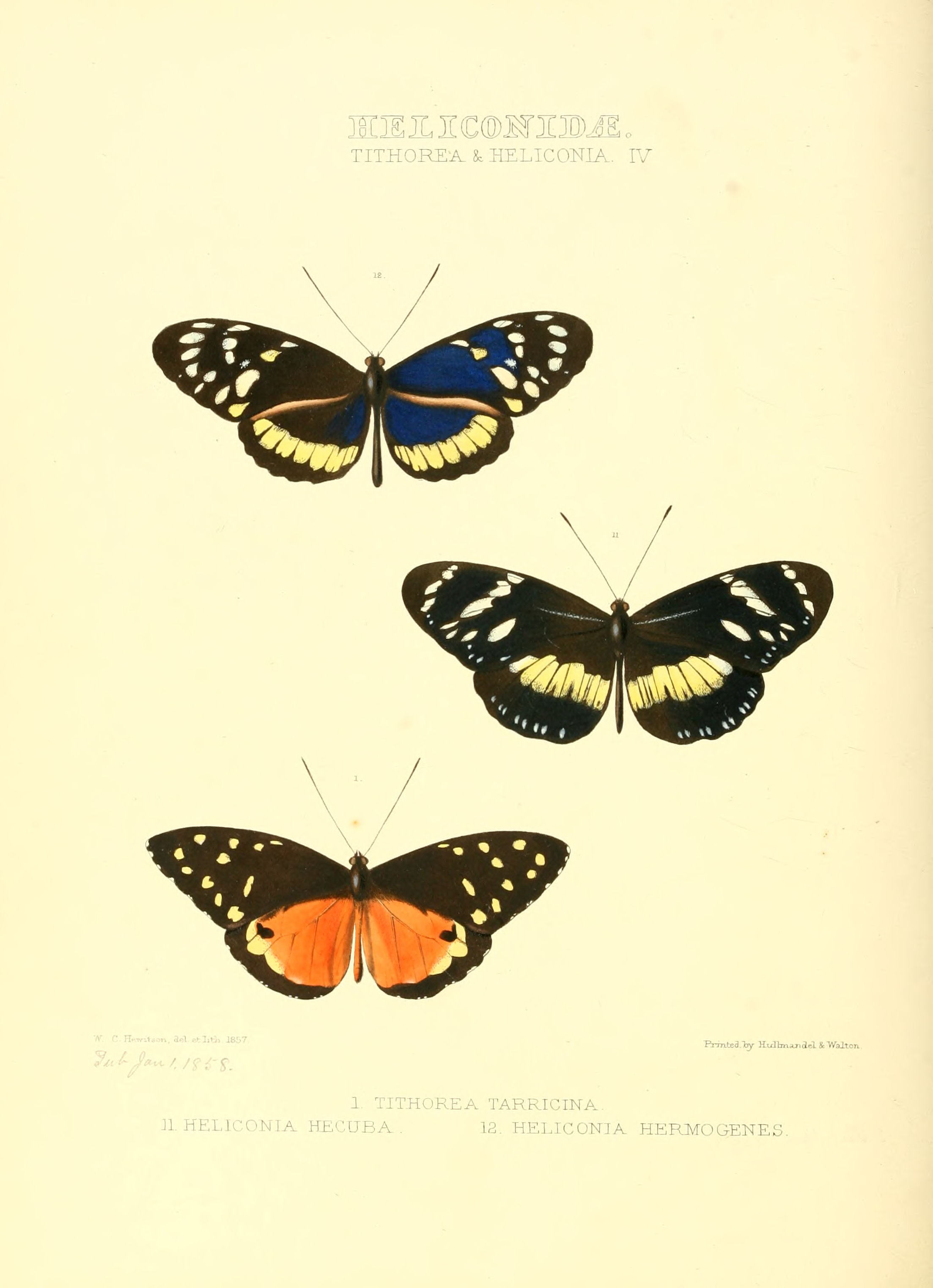
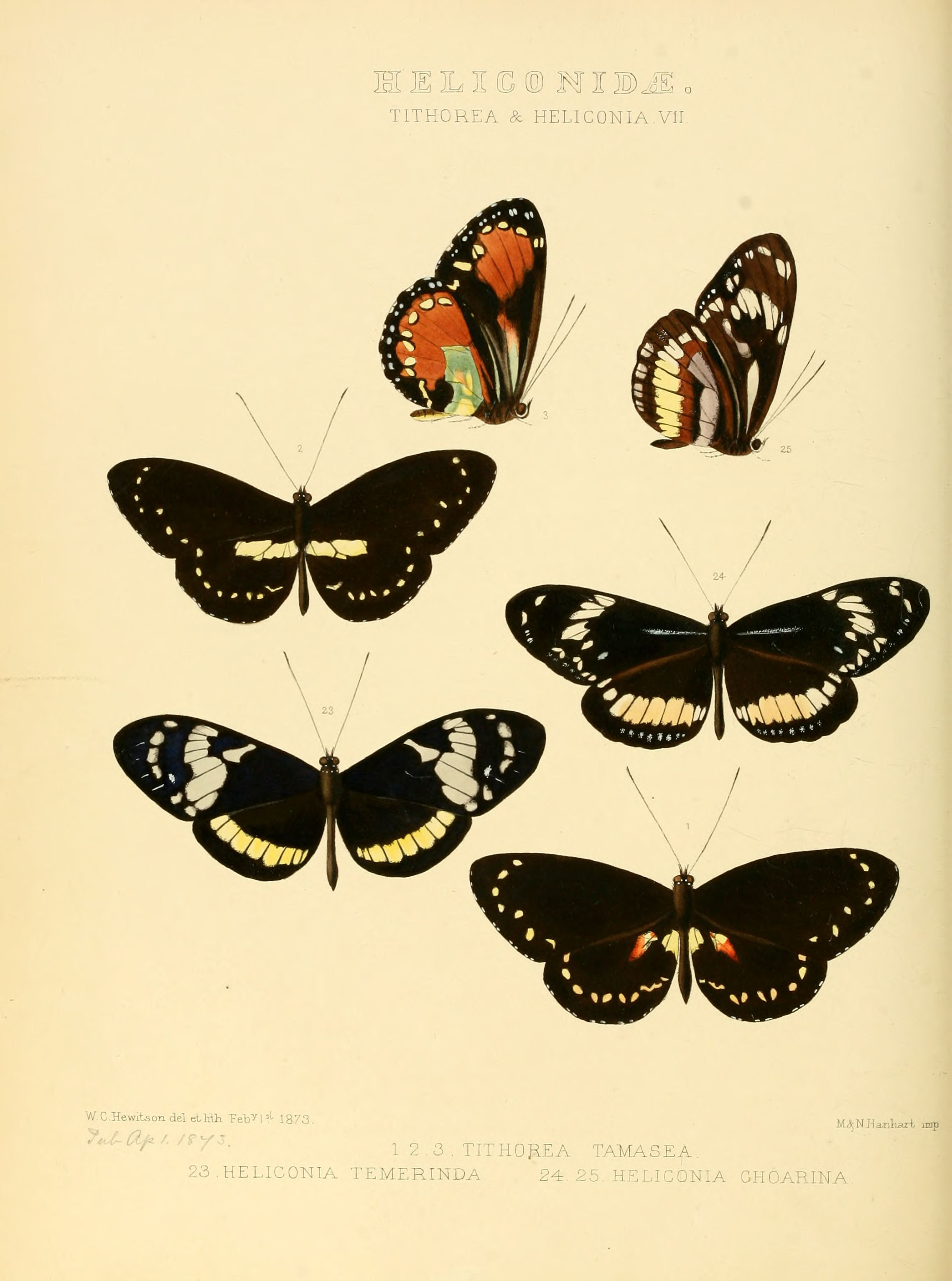